# Давід де Планіс-Кампі
Давід де Планіс-Кампі — придворний хірург, алхімік та лікар французького короля.[джерело?]

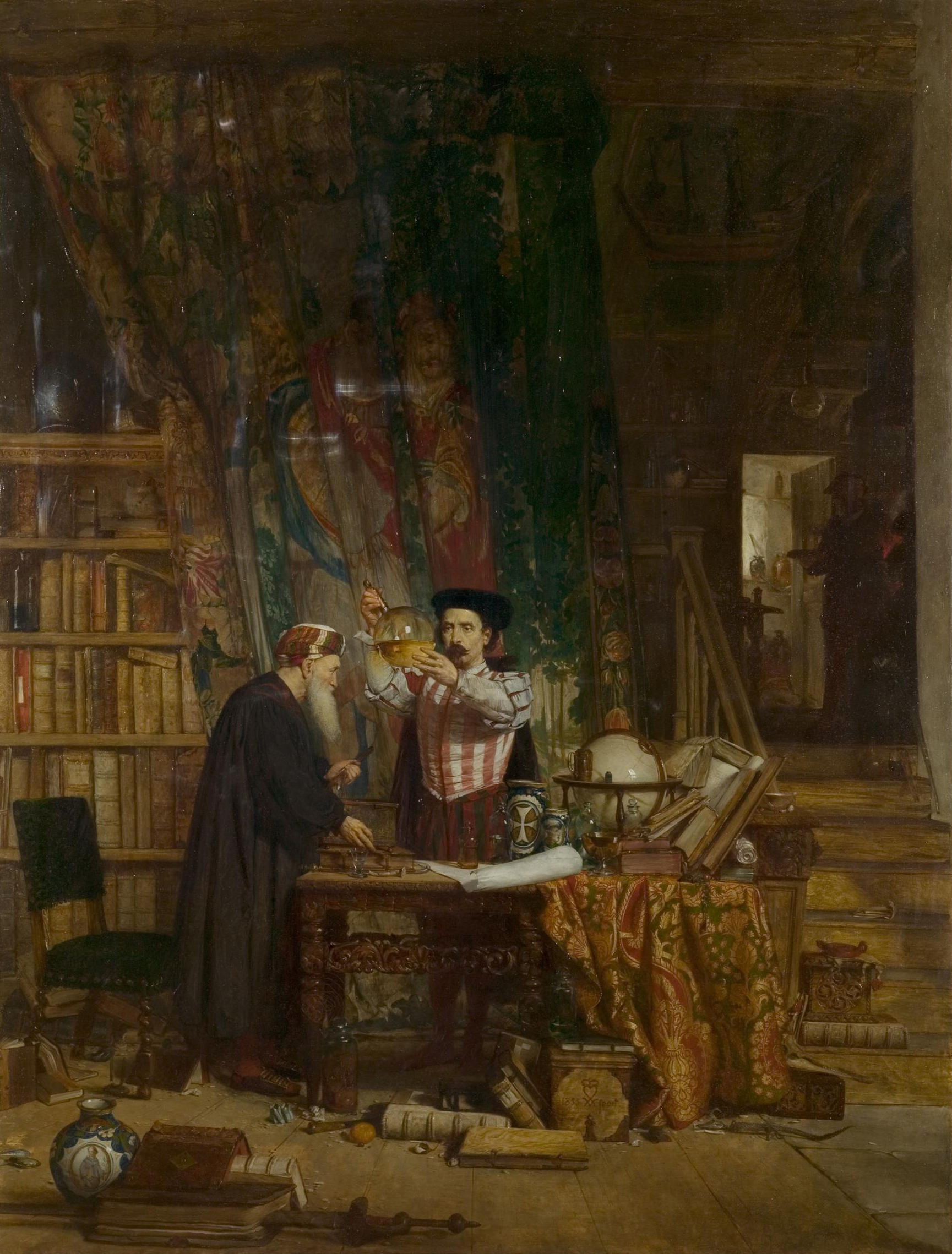
«The alchemist», by Sir William Fettes Douglas, 1853

Давід де Планіс-Кампі займався лікуванням короля, його сім'ї та придворних слуг. Проводив різні операції, які були можливими на той час (XVI століття). Але, також він був алхіміком та проводив різні досліди, пов'язані з різними хімічними сполуками та пошуками нових речовин та, головне — це ліків.

## Історія
Давід де Планіс-Кампі став відомим не просто так. Через те, що він був лікарем, він, завдяки своїм алхімічним здібностям, шукав нові ліки. Тому, він придумав чудові, на той час ліки — питне золото. Він спробував змішати порошок розтертого золота з водою. Провівши певні досліди, він виявив лікарські властивості у цього напою.[джерело?]
Все сумлінно перевіривши, він написав свій трактат, під назвою: «Трактат про справжні, неперевершені, великі і універсальні ліки древніх, або ж про питне золото, незрівнянної скарбниці невичерпних багатств» у 1583 році. У цьому трактаті, Давід де Планіс-Кампі посилався на своїх попередників, в частому випадку на арабських алхіміків і визначає цілющі властивості напою — питного золота. Також, цей алхімік вважав, що питне золото може омолоджувати людину та давати їй довголіття.

## Цитати
В своєму трактаті, Давід де Планіс-Кампі описував властивості золота. Одна з найпопулярніших цитат про цей метал, це: «Золото — це вся природа. Золото — насіння всієї землі». Алхімік дуже любив проводити експерименти із золотом, а також, він любив дописувати до цього металу чудодійні властивості.